# Salix delnortensis
Salix delnortensis es una especie de sauce perteneciente a la familia de las salicáceas. Es nativa de Klamath Mountains al sur de Oregón y norte de California, donde crece en suelos de serpentina en hábitat ribereños. 

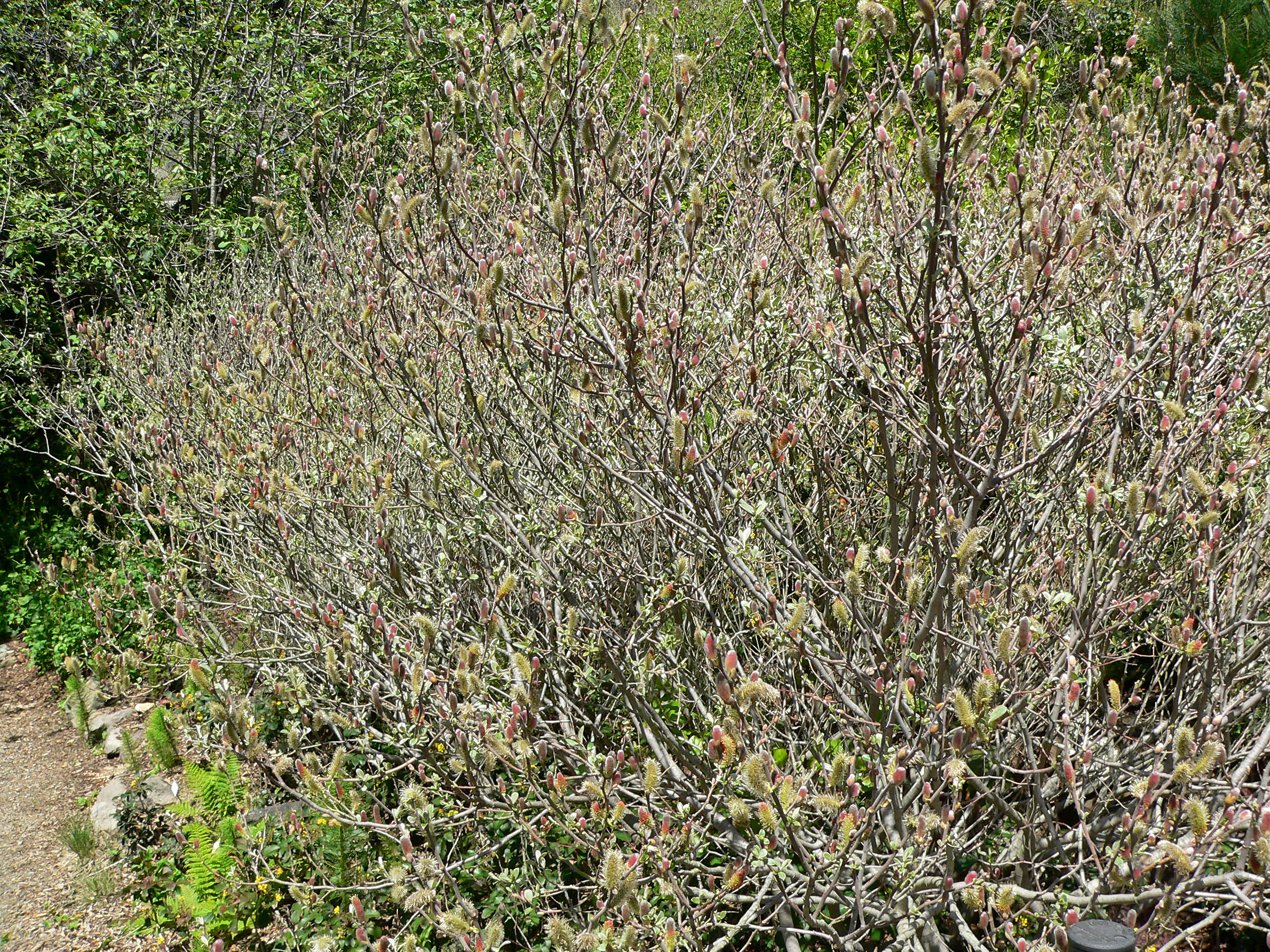
Vista de la planta

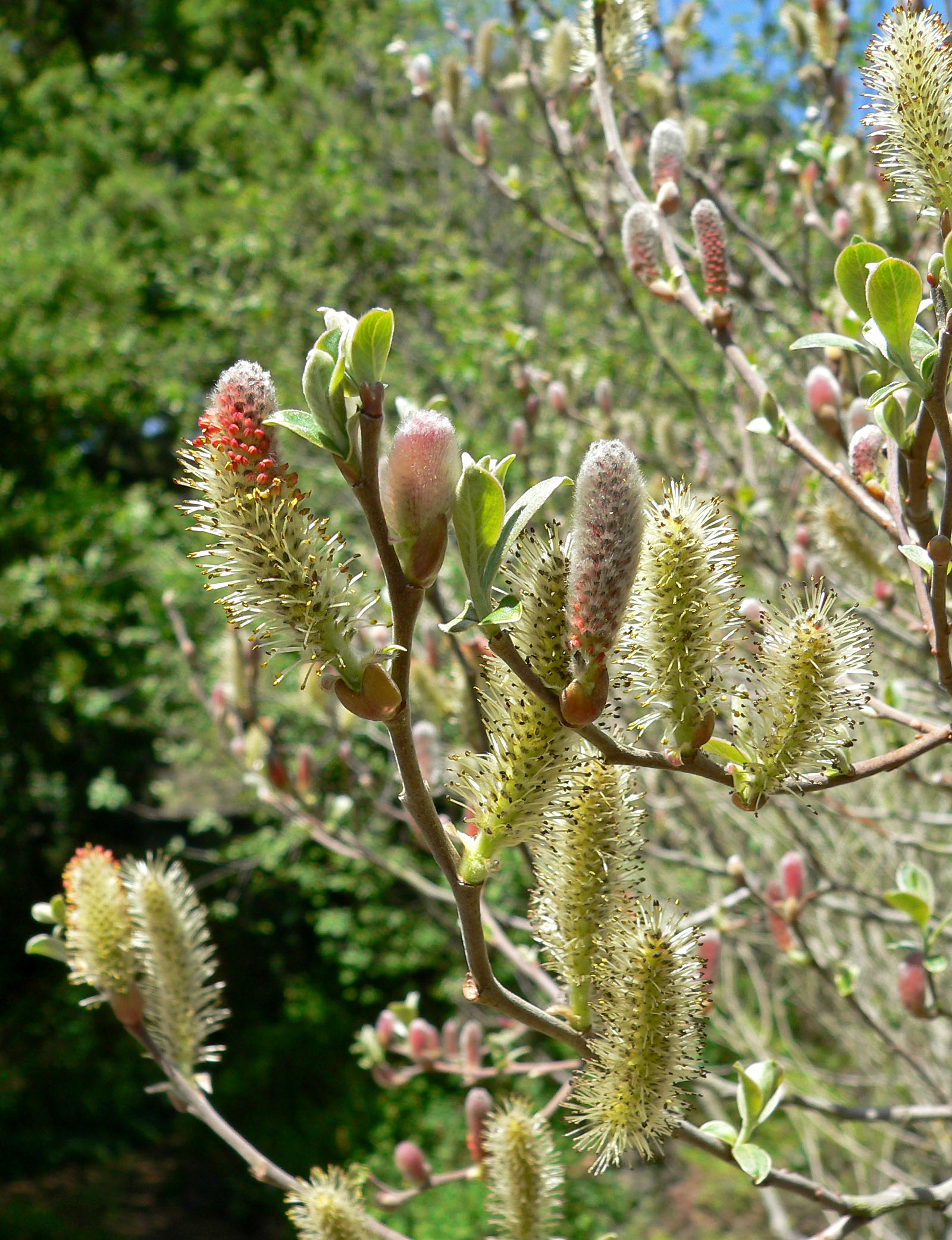
Inflorescencias

## Descripción
Es un arbusto que alcanza un tamaño de uno o dos metros de altura. Forma matorrales, a veces muy grandes, algunos de los cuales se componen de clones de un solo individuo. El arbusto tiene muchas ramas, que son muy frágiles. Las ramas jóvenes cubiertas de terciopelo o de lana, con abrigos peludos, las ramas más antiguas no tienen pelos. Las hojas son ovales, a veces con puntas, de bordes lisos, y lanoso el envés. Crecen hasta 10 centímetros de largo o más. La inflorescencia se produce antes que las hojas. Los amentos masculinos son unos 3 centímetros de largo y grueso, mientras que los amentos femeninos varían en tamaño.

## Taxonomía
Salix delnortensis fue descrita por Camillo Karl Schneider y publicado en Journal of the Arnold Arboretum 1(2): 96–97, en el año 1919.
Etimología
Salix: nombre genérico latino para el sauce, sus ramas y madera.
delnortensis: epíteto latino que significa "del norte".
Sinonimia
- Salix breweri var. delnortensis (C.K.Schneid.) Jeps.[3]